# Jüdischer Friedhof (Varenholz)

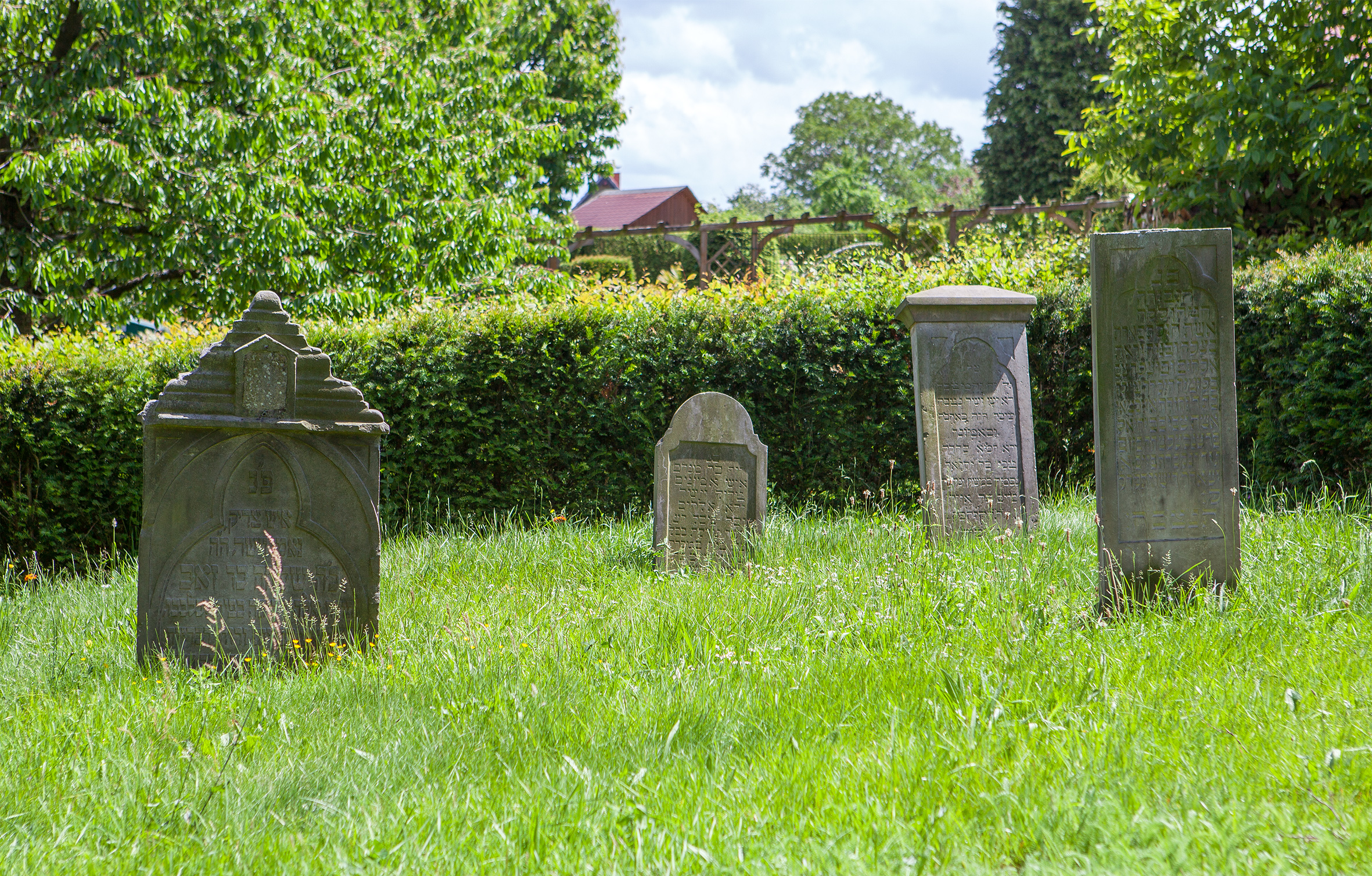
Der Jüdische Friedhof in Varenholz

Der Jüdische Friedhof Varenholz liegt in Varenholz, einer Ortschaft in Kalletal im Kreis Lippe in Nordrhein-Westfalen. Der Friedhof ist ein geschütztes Baudenkmal.
Der Jüdische Friedhof Varenholz liegt an der Straße Felsenkeller, südlich des heutigen Kommunalfriedhofes. Der Friedhof wurde vermutlich 1867 angelegt und 1902 letztmals belegt.  Heute sind noch fünf guterhaltene Grabsteine (Mazewot) auf dem Friedhof vorhanden.